# Куко (Варезе)
Куко је насеље у Италији у округу Варезе, региону Ломбардија.
Према процени из 2011. у насељу је живело 169 становника. Насеље се налази на надморској висини од 214 м.